# Musée des Arts décoratifs de Dresde
 (février 2022).
Pour les articles homonymes, voir Musée des arts décoratifs.

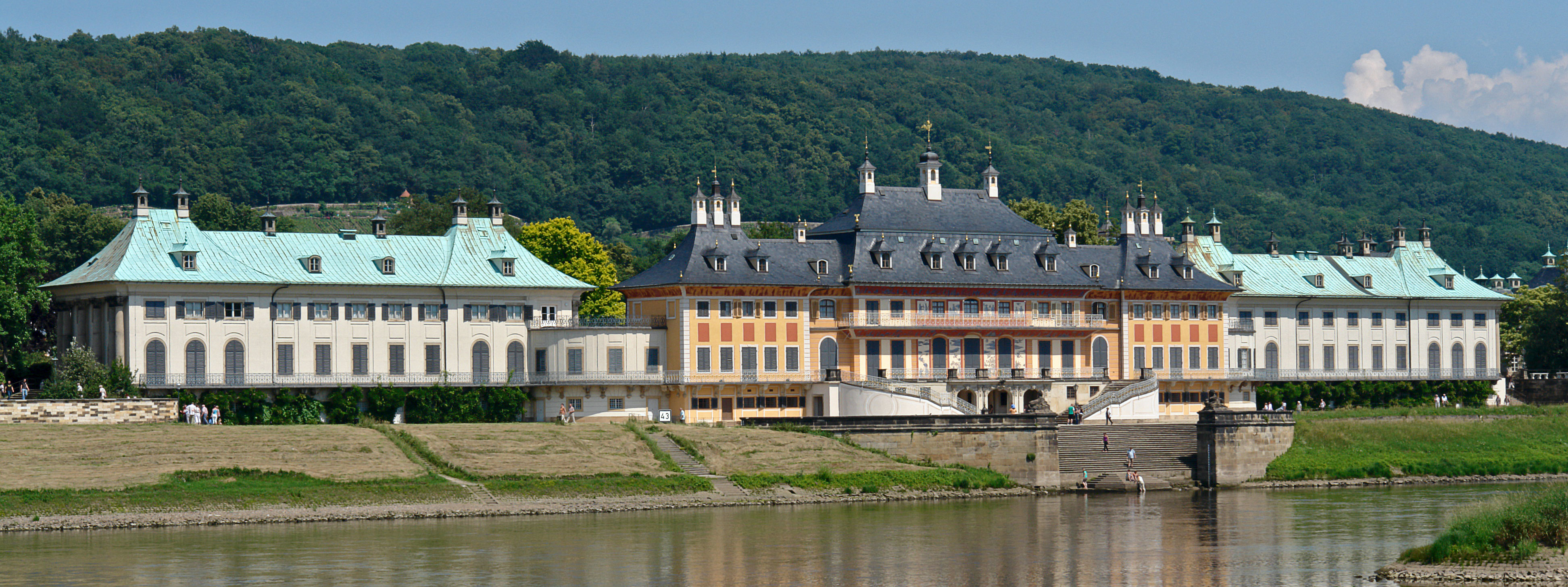
Le château de Pillnitz

Le musée des Arts décoratifs de Dresde (nom officiel allemand : Kunstgewerbemuseum) est un musée situé dans le château de Pillnitz (Schloss Pillnitz) à la périphérie de Dresde en Allemagne. Il fait partie des Collections nationales de Dresde.

## Description
Le château de Pillnitz est l’ancienne résidence d’été de la famille royale saxonne, qui est intégrée dans le paysage pittoresque de l’Elbe avec ses vignobles. Le musée y a été installé en 1964.
Placé dans des coulisses baroques, le musée présente entre autres des meubles de voyage du cabinet d’objets d’art princier, créés par Bernard II von Riesen Burgh, Jean-Pierre Latz (en) et David Roentgen, spécialement commandés par la cour. Mais l’éventail des arts décoratifs de la cour de Dresde va aussi de la tenture de broderies dorées jusqu’aux meubles argentés qui décoraient la pièce de parade du château de la Résidence de Dresde (Residenzschloss) en passant par des verres majestueux de la sommellerie royale. Ainsi, à l’entrée se trouve le Widrecome, verre délicatement sculpté, utilisés dans les cérémonies des rois de Saxe.
D’autres secteurs du musée retracent l’histoire des arts décoratifs à l’échelle internationale : on y trouve des meubles et des bronzes français, des majoliques italiennes, des broderies, des damas et des dentelles précieux d’Europe et d'Orient.
Le département du Dresdner Jugendstil (Art nouveau de Dresde), sur lequel a été mis un accent particulièrement important, sert de transition à la présentation des tendances actuelles en matière de design.
Ainsi, le musée rassemble maints trésors du XVIe au XXIe siècle.